# NGC 4587
NGC 4587 је лентикуларна галаксија у сазвежђу Девица која се налази на NGC листи објеката дубоког неба.
Деклинација објекта је + 2° 39' 28" а ректасцензија 12h 38m 35,3s. Привидна величина (магнитуда) објекта NGC 4587 износи 13,3 а фотографска магнитуда 14,3. NGC 4587 је још познат и под ознакама UGC 7805, MCG 1-32-123, CGCG 42-188, VCC 1763, PGC 42253.